# KS-19 (canon anti-aérien)

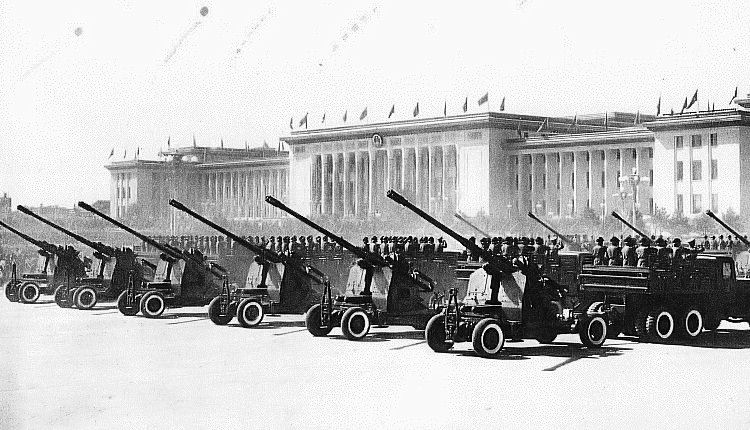
KS-19 lors du défilé militaire à Pékin le 1 octobre 1959.

Le canon de défense aérienne de 100 mm KS-19 (en russe: 100-мм зенитная пушка КС-19) a été un canon antiaérien Soviétique. Après la fin de la Seconde Guerre mondiale, l'Union soviétique a mis en service le KS-19 de 100 mm et le KS-30 de 130 mm afin de défendre son espace aérien et celui de ses alliés.

## Caractéristiques
Le KS-19 est un canon anti-aérien lourd tracté qui a largement disparu depuis l'apparition en masse de missile sol-air plus efficace. Le canon est généralement tracté par un tracteur d'artillerie AT-S Moyen ou  AT-T lourd. L'équipage, composé de 15 hommes, est transporté sur le tracteur avec les munitions prêtes à être utilisées. Le canon est chargé d'un obus à la fois et un équipage bien entraîné pouvait effectuer jusqu'à 15 coups par minute.

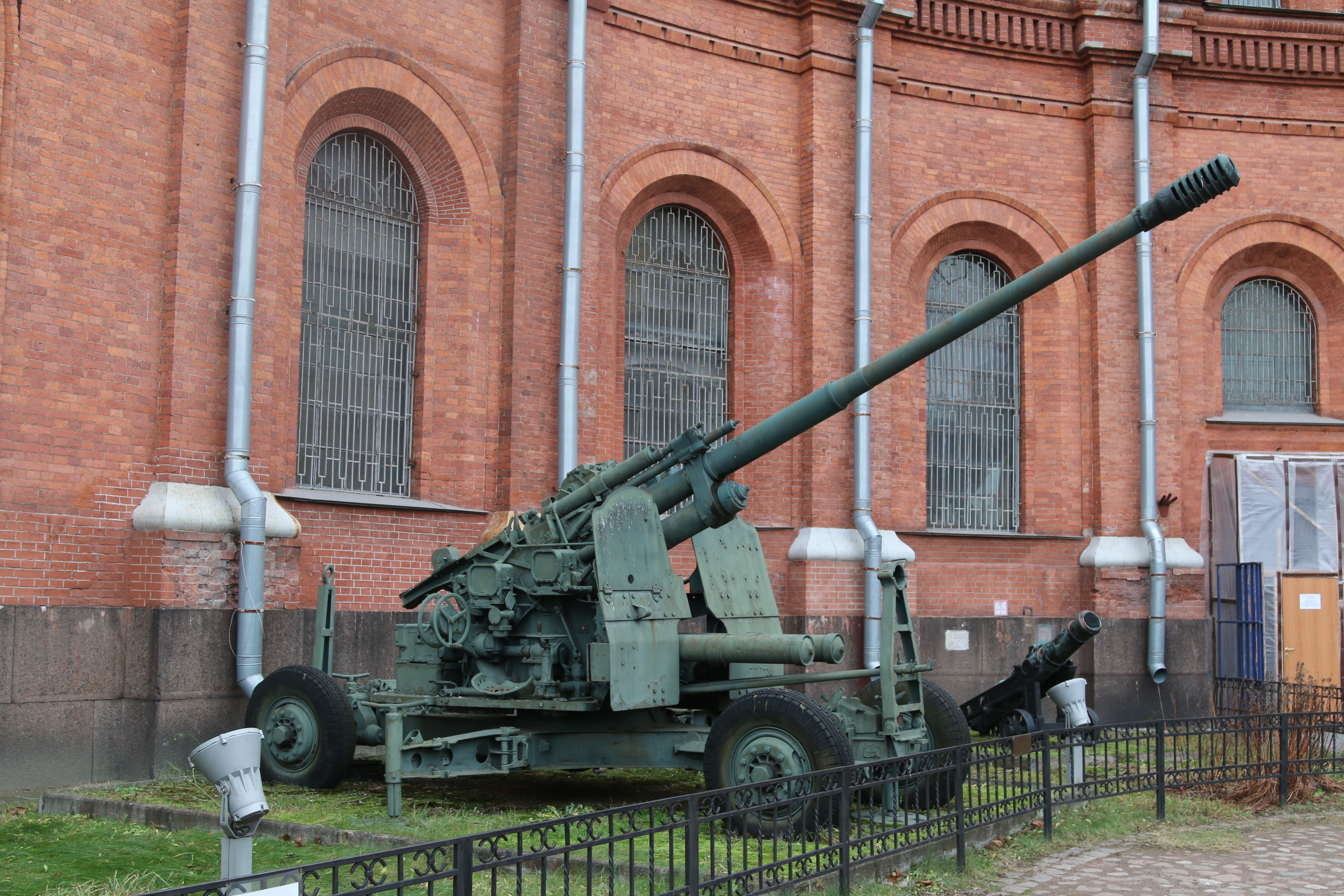
KS-19 exposé Musée d'histoire militaire d'artillerie, de troupes d’ingénieurs et de communications de Saint-Pétersourg en 2017.

Le canon a à sa disposition des munitions anti-aériennes hautement explosives et des munitions à fragmentation. Le viseur embarqué du KS-19 permet d'engager des cibles aériennes ; cependant la précision peut être augmentée si le canon est utilisé avec un radar de conduite de tir SON-9 (code OTAN « Fire Can ») ainsi que le directeur PUAZO-6/19.
Le KS-19 est aussi capable d'engager des cibles au sol, surtout blindées. Ainsi deux munitions antiblindages furent mises au point : le AP-T ("Armour Piercing-Tracer" soit anti blindage-traceur) et le APC-T (« Armour Piercing Capped-Tracer » soit anti blindage à pointe dure-traceur). Les munitions AP-T seraient capables de pénétrer 185 mm de blindage à une distance de 1 000 mètres.

## Historique
Le KS-19 fut utilisé par les belligérants communistes durant les guerres de Corée et du Vietnam et par les pays arabes lors des guerres contre Israël. La Chine l'a déployé sous le nom de Type 55. 
Le KS-19 était encore utilisé par l'armée irakienne pendant la guerre du Golfe.
Fin 2011, l'Iran a dévoilé le "Sa'eer" ou "Saeer", version améliorée du KS-19, équipé d'un radar de tir et d'un système de positionnement automatique du canon, le fonctionnement de l'ensemble de l'arme  nécessitant un minimum de personnel .